# Byzantinisch-genuesischer Krieg (1348–1349)
Der Byzantinisch-genuesische Krieg von 1348 bis 1349 war ein Konflikt zwischen dem Byzantinischen Reich und der Republik Genua um die Kontrolle der Zollgebühren, welche für die Durchfahrt von Schiffen durch den Bosporus von den Byzantinern erhoben wurde. Des Weiteren versuchten die Byzantiner, ihre Abhängigkeit bei der Nahrungsmittelversorgung und dem Seehandel im Allgemeinen von Genuesen aus Galata zu brechen sowie ihre eigene Position als Seemacht zu stärken. Im Krieg verbrannten Genuesen byzantinische Schiffe im für die Getreidelieferungen wichtigen Hafen von Sosopolis.
Die neu errichtete Kriegsflotte der byzantinischen Marine wurde jedoch von den Genuesen erbeutet und daraufhin eine Friedensvereinbarung geschlossen.